# Renegade III: The Final Chapter
Renegade III: The Final Chapter è un videogioco picchiaduro a scorrimento pubblicato nel 1989 per gli home computer Amstrad CPC, Commodore 64, MSX e ZX Spectrum dalla Imagine Software, un marchio della Ocean Software. È il terzo e ultimo titolo della serie dopo Renegade e Target Renegade e a differenza dei precedenti è ambientato in diverse epoche. Il protagonista come al solito è un lottatore di strada che deve salvare la propria ragazza, ma questa volta viaggia nel tempo e affronta avversari più surreali dall'aspetto più umoristico.
Vennero pubblicizzate, ma mai pubblicate, anche versioni per i computer a 16 bit Atari ST e Amiga; esiste una versione funzionante non ufficiale per Amiga.

## Modalità di gioco
Il gioco è un picchiaduro isometrico con scorrimento orizzontale verso destra; lo scorrimento è graduale solo su Commodore 64, mentre nelle altre versioni avviene a scatti. Spesso nello scenario è presente un secondo piano rialzato, posto più in profondità, che può essere raggiunto salendo delle scalette.
I livelli sono quattro e ciascuno rappresenta un'epoca, con diversi tipi di avversari:
1. Preistoria: un paesaggio roccioso dove si affrontano principalmente uomini delle caverne e piccoli dinosauri
2. Antico Egitto: l'interno di un tempio, contro mummie e esseri mitologici
3. Medioevo: il cortile di un castello, contro cavalieri in armatura e piccoli draghetti
4. Futuro: l'interno di un edificio fantascientifico, contro robot e alieni

Il personaggio del giocatore può muoversi in tutte le direzioni e abbinando il pulsante di fuoco a una direzione può effettuare otto diverse azioni comprendenti il salto e calci e pugni a varie altezze. Si può anche ottenere una clava da usare come arma. Si hanno a disposizione una barra dell'energia, che cala subendo colpi, e più vite. Si può perdere anche una vita direttamente, cadendo in buche, fiumi di lava o altre superfici letali, oppure esaurendo il tempo disponibile per il livello.